# Lander Euba Ziarrusta
Lander Euba Ziarrusta (Guernica, 15 d'octubre de 1977) és un ciclista basc, que fou professional entre 2002 i 2004.

## Palmarès
- 2001
  - 1r a la Volta a Àlava i vencedor d'una etapa
  - 1r al Trofeu Javier Luquin
- 1r a Santiagomendi
- 2003
  - Vencedor d'una etapa al Trofeu Joaquim Agostinho